# Luke Messer
Allen Lucas Messer, detto Luke (Evansville, 27 febbraio 1969), è un politico statunitense, membro della Camera dei Rappresentanti per lo stato dell'Indiana dal 2013 al 2019.

## Biografia
Laureato in legge all'Università Vanderbilt, dopo una parentesi come consulente per le Koch Industries Messer esercitò la professione di avvocato e consulente legale per alcuni deputati repubblicani.
Entrato in politica egli stesso con il Partito Repubblicano, nel 2000 si candidò alla Camera dei Rappresentanti per lo stato dell'Indiana ma venne sconfitto nelle primarie da Mike Pence. Nel 2003 venne scelto per sostituire un deputato deceduto alla Camera dei Rappresentanti dell'Indiana, dove rimase per quattro anni.
Nel 2010 si candidò nuovamente alla Camera dei Rappresentanti nazionale ma venne sconfitto nuovamente nelle primarie repubblicane, stavolta da Dan Burton. Cinque anni dopo, quando Mike Pence lasciò la Camera per candidarsi a governatore dell'Indiana, Messer annunciò la propria intenzione di concorrere per la terza volta alle elezioni per il Congresso e questa volta riuscì a vincere venendo eletto deputato.